# Riccardo Lamba
Riccardo Lamba (Caracas, 30 novembre 1956) è un arcivescovo cattolico italiano, dal 23 febbraio 2024 arcivescovo metropolita di Udine.

## Biografia
Nasce a Caracas, capitale del Venezuela e sede arcivescovile, il 30 novembre 1956, da una famiglia originaria di Castellammare di Stabia, poi stabilitasi a Roma nel 1968.

### Formazione e ministero sacerdotale
Dopo aver ottenuto la laurea in medicina e chirurgia presso l'Università Cattolica del Sacro Cuore di Roma nel 1982, compie un anno di specializzazione in malattie dell'apparato digerente. Nel 1983 entra al Pontificio Seminario Romano Maggiore.
Il 6 maggio 1989 è ordinato presbitero, per la diocesi di Roma, dal cardinale vicario Ugo Poletti.
Dopo l'ordinazione è assistente presso il Pontificio Seminario Romano Maggiore fino al 1991; in quell'anno diventa assistente della facoltà romana di medicina e chirurgia dell'Università Cattolica del Sacro Cuore. Al contempo perfeziona i suoi studi, conseguendo il baccalaureato in teologia e la licenza in psicologia presso la Pontificia Università Gregoriana nel 1991.
Nel 2000 è nominato parroco di Sant'Anselmo alla Cecchignola, mentre due anni più tardi viene trasferito come parroco a Gesù Divino Lavoratore; ricopre l'incarico fino al 2018, anno in cui assume la guida della parrocchia di San Ponziano, dove rimane fino alla nomina episcopale.

### Ministero episcopale

#### Vescovo ausiliare di Roma

Stemma vescovile.

Il 27 maggio 2022 papa Francesco lo nomina vescovo titolare di Medeli e vescovo ausiliare di Roma. Il 29 giugno seguente, solennità dei Santi Pietro e Paolo, riceve l'ordinazione episcopale, con i vescovi Daniele Salera e Baldassare Reina (poi arcivescovo e cardinale), nella basilica di San Giovanni in Laterano, dal cardinale Angelo De Donatis, vicario generale di Roma, co-consacranti i cardinali Francesco Montenegro, arcivescovo emerito di Agrigento, e Augusto Paolo Lojudice, arcivescovo metropolita di Siena-Colle di Val d'Elsa-Montalcino.
Gli viene assegnato il settore est della diocesi, mentre il 6 gennaio 2023, con l'entrata in vigore della costituzione apostolica In ecclesiarum communione, gli sono affidati dal pontefice l'ambito della "Chiesa ospitale e in uscita" e il servizio per la tutela dei minori e delle persone vulnerabili.

#### Arcivescovo di Udine
Il 23 febbraio 2024 lo stesso papa lo nomina arcivescovo metropolita di Udine; succede ad Andrea Bruno Mazzocato, dimessosi per raggiunti limiti di età. Contestualmente alla nomina assume il titolo di abate di Rosazzo. Il 5 maggio seguente prende possesso canonico dell'arcidiocesi.
Il 29 giugno dello stesso anno, solennità dei Santi Pietro e Paolo, riceve da papa Francesco, nella basilica di San Pietro in Vaticano, il pallio, che gli viene imposto dal nunzio apostolico Petar Rajič il 19 ottobre seguente nella cattedrale di Udine.

## Genealogia episcopale
La genealogia episcopale è:
- Cardinale Scipione Rebiba
- Cardinale Giulio Antonio Santori
- Cardinale Girolamo Bernerio, O.P.
- Arcivescovo Galeazzo Sanvitale
- Cardinale Ludovico Ludovisi
- Cardinale Luigi Caetani
- Cardinale Ulderico Carpegna
- Cardinale Paluzzo Paluzzi Altieri degli Albertoni
- Papa Benedetto XIII
- Papa Benedetto XIV
- Papa Clemente XIII
- Cardinale Bernardino Giraud
- Cardinale Alessandro Mattei
- Cardinale Pietro Francesco Galleffi
- Cardinale Giacomo Filippo Fransoni
- Cardinale Carlo Sacconi
- Cardinale Edward Henry Howard
- Cardinale Mariano Rampolla del Tindaro
- Cardinale Antonio Vico
- Arcivescovo Filippo Cortesi
- Arcivescovo Zenobio Lorenzo Guilland
- Vescovo Anunciado Serafini
- Cardinale Antonio Quarracino
- Papa Francesco
- Cardinale Angelo De Donatis
- Arcivescovo Riccardo Lamba